# قائم مقام

القائم مقامية في العراق هي عمل القائم المقام وكذلك البناية التي يزاول فيها أعماله

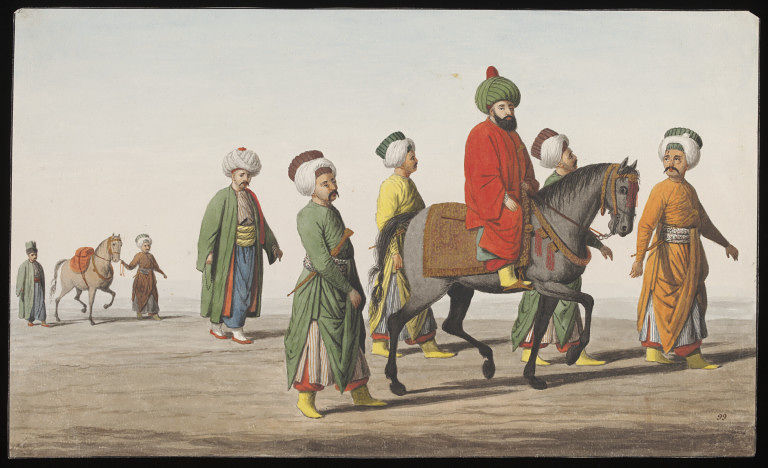

في الدولة العثمانية ثم في العراق القائم مقام أو القائمقام (أحيانا بتكرار الميم: قائممقام) (بالتركية: Kaymakam)  هو الشخص الذي يقوم مقام الغير في منصبه، مثل قائم مقام إسطنبول، وهو أعلى منصب إداري الأقضية. وفي العراق القائم مقام هو الحاكم لقسم من المحافظة. 
وهي كذلك من الرتب العسكرية في الدولة العثمانية بعد إلغاء الإنكشارية، توازي رتبة العقيد في مصطلحاتنا المعاصرة. كلمة قائممقام عربية وضعها التُرك.

## العراق

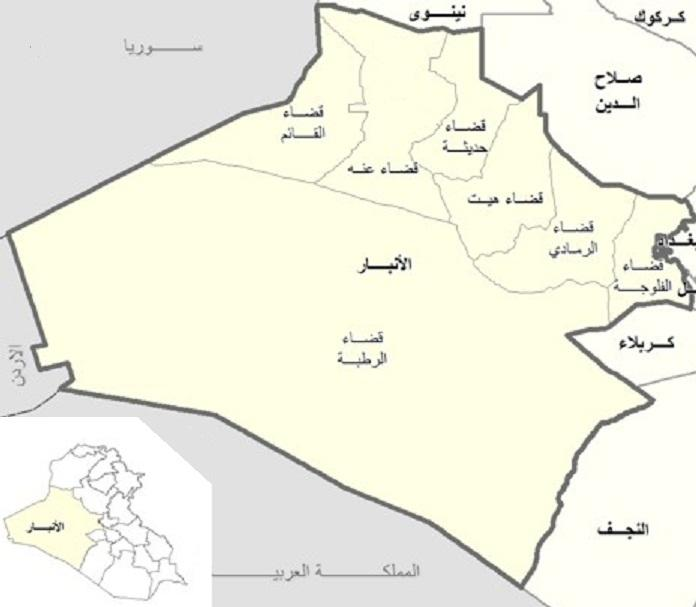
خارطة محافظة الأنبار يحكمها محافظ واحد، وتظهر في الخارطة أقضية المحافظة التي يحكم كل واحد منهن قائمقام واحد.

قائم المقام منصب مدني، وهو المنصب الإداري الأعلى في أقضية العراق. والقضاء هو التقسيم الإداري بعد المحافظة في العراق.

### صلاحيته وحقوقه
بعد الاحتلال الأمريكي للعراق سنة 2003، توسّعت صلاحية قائم المقام بموجب قانون اللامركزية في المادة (122 ثانياً)، غيرَ أنه انتزعت منه صلاحية الضبط الجزائي، وهي أهم الصلاحيات، ويستلم قائم المقام منصبَه إذا انتخبه مجلس المحافظة المحلي، ويُصدر المحافظُ أمرَ تعيين قائم المقام.
يُعدّ قائم المقام بمنزلة المدير العام، راتبه 3 ملايين ونصف مليون دينار عراقي، وله إجازة مدفوعة مقدارها يوم واحد من كل 10 أيام عمل.
يُعدّ قائم المقام الرئيس التنفيذي في القضاء الذي يرأسه، وعليه تنفيذ قرارات مجلس القائم مقامية، والإشراف على كل دوائر الحكومة في قضائه، ما عدا الجيش والمحاكم والجامعات والمعاهد، وإعداد الموازنة القضاء، وله الإشراف على إزالة التجاوزات العقارية، ولمدير الناحية في ناحيته صلاحيات مشابهة لقائم المقام، غيرَ درجته الوظيفة معاون مدير عام.

### صفاته
أن يكون عراقياً، عمره 30 عاماً فأكثر، صحيح الجسم، حاصلاً على شهادة بكلوريوس، حسنَ السيرة والسمعة، له خدمة وظيفية لمدة 10 سنوات فأكثر، أن يكون من أهل المحافظة التي يصبح فيها قائم مقام، أو يكون قد أقام فيها منذ 10 سنين، ما لم تكن إقامته للتغيير الديمغرافي، غير مشمول بأحكام المساءلة والعدالة.

## إيران
في إيران القائممقام يعني الآن الوظيفة الثانية لمؤسسة أو منظمة لديه صلاحية نيابة رئيس المنظمة. لذلك، بطريقة ما، فهذا يعني خليفة، نائب رئيس، نائب الرئيس الأول، وهلم جرا.

## جمع قائم مقام
جمع كلمة قائم مقام هو قائمو مقامات، لأن في جمع المضاف والمضاف إليه يُجمع الصدر والعجز، المضاف والمضاف إليه، والمصدر الصناعي هو قائم مقامية، قال أنستاس الكرملي في مجلته لغة العرب الصادرة في تموز سنة 1913 «من جملة ما أفسدته علينا اللغة التركية تصرفها في كلام العرب على غير وضعه وفي غير وجهه من ذلك جمع كلمة قائم مقام فإن من الكتاب من شابهوا الترك في إفساد اللغة فقالوا: قائمقامون أو قائمقاميون أو قائمقامات أو نحو ذلك وليس لهذا كله وجه صحيح في لغتنا الشريفة وإنما يقال قائمو مقامات أو قوام مقامات أو قيمو مقامات لأن اللفظة مركبة من مضاف ومضاف إليه أي من قائم أو قيم ومن مقام. ومن قواعد جمع المركب المضاف جمع الصدر والعجز معاً أي المضاف والمضاف إليه كما نص عليه النحاة. اللهم إلا أن يكون المضاف إليه مصدراً أو علماً لا يجمع فحينئذ يبقى على إفراده ويجوز جمع المضاف إليه المصدر إذا كان من المصادر التي لا يعتبر فيها معنى المصدرية بل مطلق الاسمية فيقال مثلاً في جمع دار العلم (دور العلم أو دور العلوم) معاً، وكلا الاستعمالين مستعمل فصيح فتبصر.».